# Црква Успења Богородице у Вукони
Црква Успења Богородице у Вукони је српска православна црква која припада Епархији ваљевској, а саграђена је 1905. године.
Пројектовао ју је српски архитекта Светозар Ивачковић, а она је саграђена 1905. године. Својим изгледом и складно обрађеном фасадом објекат обједињује кључне елементе неовизантизма и сведочи о архитекторнским стремљењима крајем 19. века, као и о оживљавњу српског националног стила.
Одлуком Владе Републике Србије проглашена је за споменик културе Србије у децембру 2022. године.